# Ерпе-Мере
Ерпе-Мере (на нидерландски: Erpe-Mere) е селище в Северна Белгия, окръг Алст на провинция Източна Фландрия. Населението му е около 19 412 души (2011).